# Choe Sang-uk
Choe Sang-uk (koreanisch 최상욱; * 1929 in Ch’angsŏng-gun, Provinz P’yŏngan-pukto) ist ein ehemaliger nordkoreanischer Politiker der Partei der Arbeit Koreas (PdAK) sowie Generaloberst der Koreanischen Volksarmee, der unter anderem zwischen 1980 und 2010 Mitglied der Zentralen Militärkommission sowie Mitglied des Zentralkomitees (ZK) der PdAK und Deputierter der Obersten Volksversammlung war. Der Fachmann für Leichte Infanterie befasste sich auch mit Fragen zum Kernwaffenprogramm Nordkoreas.

## Leben
Choe Sang-uk besuchte die Schule in Mangyŏngdae-guyŏk sowie im Anschluss die Schule für Militärkader in Hoeryong, wo er unter anderem in Guerrilla-Kriegsführung ausgebildet wurde. Während des Koreakrieges war er zuerst Zugführer sowie zuletzt Kompaniechef. Nach dem Krieg gehörte er zu einer Gruppe von Soldaten der Koreanischen Volksarmee, die eine Offiziersausbildung in der Sowjetunion absolvierten. Er war zeitweise Nachrichten- und Beratungsoffizier in der Militärischen Abteilung des Zentralkomitees (ZK) der Partei der Arbeit Koreas (PdAK) und fand zwischen 1961 und 1964 Verwendung als Leiter einer Sektion im Generalstab der Volksarmee. Im Anschluss war er im Heer der Koreanischen Volksarmee von 1964 bis 1966 zuerst stellvertretender Kommandeur sowie seit 1966 Kommandeur der 16. Leichten Infanteriebrigade. Anfang der 1970er Jahre wurde er stellvertretender Kommandierender General des VIII. Korps, das insbesondere für den Einsatz in einem Konflikt niedriger Intensität vorgesehen war. Im Anschluss fungierte er zwischen 1973 und 1976 zum Ende des Vietnamkrieges als Leiter der Mission der Volksarmee in Vietnam.
Nach seiner Rückkehr nach Nordkorea wurde Choe 1976 Kandidat des Zentralkomitees (ZK) der PdAK, in der sechsten Wahlperiode 1977 Deputierter der Obersten Volksversammlung sowie 1978 Kommandierender General des VIII. Korps. Auf dem 6. Parteitag, der vom 6. bis zum 10. Oktober 1980 stattfand, wurde erstmals Mitglied des ZK der PdAK sowie zugleich Mitglied der Zentralen Militärkommission, der er dreißig Jahre lang bis 2010 angehörte. In dieser Funktion gehörte er zu einer Gruppe von Generalen wie O Kŭng-nyŏl, Kim Kang-hwan und Kim Yŏng-ch’un. Des Weiteren fungierte er von Mitte der 1980er Jahre bis 2010 als Kommandierender General des Artilleriekommandos sowie als Inspekteur des Generalstabes der Volksarmee. Der Fachmann für Leichte Infanterie befasste sich auch mit Fragen zum Kernwaffenprogramm Nordkoreas und wurde zuletzt zum Generaloberst (sangchang) befördert. Ferner war er Leiter des Beratungsbüros der Artillerie sowie Militärberater von Kim Jong-il. Nach der 3. Parteikonferenz am 28. September 2010 erschien er nicht mehr auf Listen von Mitgliedern der Zentralen Militärkommission sowie des ZK der PdAK und trat nicht mehr öffentlich in Erscheinung.

## Weblink
- Biografie in North Korea Leadership Watch

| Personendaten    | Personendaten                  |
| ---------------- | ------------------------------ |
| NAME             | Choe, Sang-uk                  |
| KURZBESCHREIBUNG | nordkoreanischer Politiker     |
| GEBURTSDATUM     | 1929                           |
| GEBURTSORT       | Ch’angsŏng-gun, P’yŏngan-pukto |